# Psammophis condanarus
Espèce
Synonymes
- Coluber condanarus Merrem, 1820
- Phayrea isabellina Theobald, 1868
- Leptophis bellii Jerdon, 1853
- Psammophis indicus Beddome, 1863

Statut de conservation UICN

 LC  : Préoccupation mineure
Psammophis condanarus est une espèce de serpents de la famille des Lamprophiidae.

## Répartition
Cette espèce se rencontre dans le nord de l'Inde, au Pakistan, au Népal et en Birmanie.

## Publication originale
- Merrem, 1820 : Versuch eines Systems der Amphibien I (Tentamen Systematis Amphibiorum). J. C. Krieger, Marburg, p. 1-191 (texte intégral).